# Саргатський район
Саргатський район (рос. Саргатский район) — муніципальне утворення у Омській області.

## Адміністративний устрій
- Саргатське міське поселення
- Андріївське сільське поселення
- Баженовське сільське поселення
- Верблюженське сільське поселення
- Нижньоіртишське сільське поселення
- Новотроїцьке сільське поселення
- Увалобитіїнське сільське поселення
- Хохловське сільське поселення
- Щербакінське сільське поселення